# سماح السنكري
سماح السنكري أو سماح سنكري هي ممثلة ومذيعة ومساعدة مخرج تونسية اشتهرت بدور منال في سيت كوم الحجامة.

## حياتها الفنية
حصلت على شهادة العلوم التطبيقية في تصميم الإشهار السمعي البصري، اكتشفها الجمهور العربي أثناء مشاركتها في برنامج المواهب "ذي كوميدي The Comedy"  وبلغت الأدوار النهائية بنصوص كوميدية وأداء مميز، جعل لجنة التحكيم المتكونة من نجوم الكوميديا والتمثيل في مصر حسن حسني ومحمد هنيدي وسيرين عبد النور ينبهرون بيها.شاركت أيضا في برنامج “arab casting" ولقبت بسندريلا وكذلك لقبت بالممثلة الحرباء من قبل منتج سلسلة الحجامة ولقدرتها على تنقل من شخصية إلى أخرى.

## حياتها الشخصية
من أب لبناني وتحديدا من بيروت وأم تونسية من باب سويقة. متزوجة من المغني أكرم مبروك.

## أعمالها

### مسلسلات
- مدرسة الحب لصفوان نعمو، 2016
- صحبة غير درجين (الجزء1) لحمزة المسعودي و منى بن محمد، 2016
- الحجامة، لزياد ليتيم وعمر التوتي بدور منال،2017
- غرابيب سود لحسام قاسم الرنتيسي وعادل أديب وحسين شوكت وكنان إسكندراني وسعاد الهجان، 2017
- نسيبتي العزيزة، ضيفة شرف الحلقة 4 من الموسم 7 لصلاح الدين الصيد ويونس الفارحي بدور نغم، 2017
- المركز 52 (سيتكوم) لأسامة عزي وعمر التوتي بدور رانيا، 2018
- عالم باهي (الخير منا) (ميني سيتكوم) لفويز ووسام التليلي بدور صوت باهي، 2018
- قسمة وخيان (سيتكوم) لسامي الفهري بدور زوجة ممدوح، 2019
- ممالك النار لبيتر ويبر وأليخندرو توليدو وماجد قبراوي وعزام فوق العادة بدور ورد، 2019
- نبض لفهد مرعي وعمار تميم، 2019
- دار نانا ليونس الفارحي ومحمد علي ميهوب بدور زينة أو زهرة العلا، 2019
- ولاد بحر لزياد لمين وعايشة مكاوي وخليل مكاوي ومهدي بوجميل بدور نازلي أو إبتسام أو سامي، 2020
- يوماً ما لعمار تميم وفهد مرعي بدور نوال، 2020
- قلب الذيب للمخرج بسام الحمراوي وعاهد كرماوي وجهاد الشارني وعلي مروان الشكي وليندا تركي ومعز البوزيري وسلمى هبي بدور حبيبة، 2020
- باب الرزق للمخرج هيفل بن يوسف بدور سامية، 2024

### الأفلام
- سامحني لنجوى ليمام، 2018
- لآخر نفس لمحمد خليل البحري، 2020

### البرامج التلفزيونية
- نهار الأحد ما يهمك في حد مع نضال السعدي، 2017 : ضيفة

## وصلات خارجية
سماح السنكري على موقع IMDb (الإنجليزية)
- سماح السنكري على موقع قاعدة بيانات الأفلام العربية
- سماح السنكري على موقع قاعدة بيانات الفيلم (الإنجليزية)
- سماح السنكري على موقع كينوبويسك (الروسية)